# سدام
السَّدَّام هو جنس من فصيلة رفراف الشجر في فصيلة الرفرافيات التي تعيش في غينية الجديدة وشمال شرق أسترالية.
يحتوي الجنس على نوعين: 
| صورة | الاسم العلمي     | اسم شائع                       | توزيع                                                  |
| ---- | ---------------- | ------------------------------ | ------------------------------------------------------ |
|      | Syma megarhyncha | سدام الجبل [الإنجليزية]        | غينيا الجديدة                                          |
|      | Syma torotoro    | سدام أصفر المنقار [الإنجليزية] | غينيا الجديدة وشبه جزيرة كيب يورك الشمالية في أستراليا |

البالغين من كلا النوعين لديهم منقار أصفر زاهٍ. طائر سدام الجبل مستوطن في المناطق الجبلية في غينية الجديدة. يتواجد طائر سدام أصفر المنقار في مناطق الأراضي المنخفضة في غينيا الجديدة وفي شبه جزيرة كيب يورك في شمال شرق أسترالية.